# Pushing Me Away
«Pushing Me Away» es una canción del grupo de rock Linkin Park. La canción no fue lanzada como sencillo, sin embargo es una de las más reconocidas del álbum Hybrid Theory. Es la Nº12 del álbum Hybrid Theory. Existe una versión remix del tema Pushing Me Away, titulado P5hng Me A*wy, es un remix de Mike Shinoda feat. Stephen Richards, es la pista n.º 6 del álbum Reanimation.

## Interpretaciones en vivo
La canción casi siempre es interpretada en su forma original, aunque en el álbum en vivo Road To Revolution: Live at Milton Keynes la canción es interpretada en una versión sólo con Piano interpretado por Mike Shinoda mientras Chester Bennington canta, y excepto en el disco en vivo Live in Texas donde se interpreta la versión P5hng Me A*wy.
La canción habla sobre como un hombre se siente atrapado en una relación y vive en una mentira.
- Datos: Q6093441